# Spiraea purpurea
Spiraea purpurea är en rosväxtart som beskrevs av Hand.-mazz.. Spiraea purpurea ingår i släktet spireor, och familjen rosväxter. Inga underarter finns listade i Catalogue of Life.